# Monoctenia
Monoctenia là một chi bướm đêm thuộc họ Geometridae.

## Các loài
Bao gồm các loài:
- Monoctenia smerintharia – Felder & Rogenhofer, 1875